# Греція в Другій світовій війні
Грецьке королівство вступило в Другу світову війну 28 жовтня 1940 року, коли італійська армія почала вторгнення з Албанії. Грецька армія здобула першу велику перемогу серед країн антигітлерівської коаліції, завдавши поразки агресору і змусивши італійські війська відступити до Албанії. Однак коли у квітні 1941 року німецький уряд надіслав свої війська на захоплення Грецького королівство, вторгнення пройшло успішно і Греція виявилася окупованою німецькими військами аж до її звільнення в 1944 році.

## Передісторія
Починаючи з осені 1940 року боротьба між країнами Осі і Антигітлерівської коаліції за Балкани вийшла на новий, гостріший рівень. Конкуруючі держави надавали виняткового значення встановленню своєї переваги на цьому військовому театрі.
Правлячі кола Великої Британії розглядали Балканський півострів як прикриття британських володінь на Близькому і Середньому Сході, а також як цінне джерело людських ресурсів і плацдарм для відкриття одного з фронтів війни з Третім Рейхом.
Уряд Третього Рейху розраховував використовувати Балкани як один із плацдармів для вторгнення в СРСР. Захоплення Норвегії з Данією і укладення союзного договору з Фінляндією забезпечив Третьому Рейху блокаду СРСР з північно-західного напрямку, а оволодіння Балканським півостровом мало створити південний фланг і забезпечувало б найважливіші поставки сировини і продовольства. Тут передбачалося зосередити велике угруповання німецької армії, удар якого був би спрямований на Українську РСР з подальшим розвитком наступу в напрямку Кавказа. Контролюючи Балканський півострів, Третій Рейх отримував би можливість вести бойові дії проти Великої Британії та її союзників на Середземному морі, Близькому Сході і в Північній Африці, а також здійснити безпосереднє вторгнення в Азію і Африку. Крім того, Третій Рейх отримував би можливість розмістити на півострові військово-повітряні і військово-морські бази та контролювати області Середземного моря, по яких проходили маршрути поставок нафти до Великої Британії з країн Близького Сходу.
У другій половині 1940 — початку 1941 року Третій Рейх значно посилила свій вплив на Балканському півострові за рахунок приєднання Королівства Угорщина, Румунського королівства і Болгарського царства до Троїстого пакту. Але становище таких великих держав у регіоні, як Королівство Югославія і Туреччина, було ще невизначеним. Їх уряди були поза сферами впливу протиборчих блоків. Грецьке королівство ж знаходилось під британським впливом.
У жовтні 1940 Румунське королівство було окуповано німецькими військами. 15 жовтня була розроблена оперативну директиву про настання проти Королівства Греція. У ньому вказувалося, що на першому етапі операції італійські війська з території Албанії повинні завдати раптового удару на Яніну із завданням прорвати оборону грецької армії, розгромити її і, розвиваючи успіх силами рухомої групи вздовж шосе Гірокастра-Яніна, захопити північно-західну область Королівства Греція — Епір, продовжувати наступ на Афіни і Салоніки. Одночасно планувалося, висадивши морський десант, окупувати грецький острів Корфу.
Для забезпечення просування наземних військ італійська авіація мала ударами з повітря паралізувати грецькі комунікації, викликати паніку серед населення і таким чином зірвати мобілізацію і зосередження грецької армії.
У директиві говорилося, що в результаті наступу італійських військ в Королівстві Греція це викликає важку внутрішньополітичну кризу, яка буде сприяти досягненню успіху малими силами і в мінімальні терміни.
Для захоплення Грецького королівства італійське командування виділило два армійські корпуси, які включали вісім дивізій (шість піхотних, одну танкову і одну гірськострілецьку), окрему оперативну групу (три полки) — всього 87 тис. солдатів, 163 танка, 686 гармат, 380 бойових літаків. Для забезпечення наступу з моря, висадження морських десантів в Королівстві Греція та перевезення військ і вантажів з Королівство Італія в Албанію залучалися 54 великих надводних корабля (4 лінкор а, 8 крейсер ів, 42 есмінця і міноносця) і 34 підводні човни, що базувалися в Таранто (Адріатичне море) і на острів Лерос.
Наступ передбачалося провести в прибережній смузі шириною 80 км силами одного італійського корпусу, що нараховував три піхотні і одну танкову дивізії, і рухому оперативну групу. Головний удар наносився в напрямку Яніна, Мецово. Інший італійський корпус у складі чотирьох дивізій розгортався для ведення активної оборони на лівому крилі італо-грецького фронту. Для висадки десанту на острів Корфу і його окупації виділялася піхотна дивізія, дислокована в Італії.
До початку агресії грецькі збройні сили в Епірі і Македонії налічували 120 тис. чоловік. Всього мобілізаційним планом грецького генерального штабу передбачалося розгорнути до повної чисельності 15 піхотних і 1 кавалерійську дивізію, 4 піхотні бригади та резерв головного командування.
Грецький військово-морський флот мав у своєму складі 1 броненосець, 1 крейсер, 9 ескадрених міноносців, 8 міноносців, 6 підводних човнів. Військово-повітряні сили налічували 156 літаків. У разі війни генеральний штаб планував зосередити ці сили в районах, що межують з Албанією і Болгарським царством.
У грецьких військах прикриття, що постійно дислокувалися на греко-албанському кордоні, було 2 піхотні дивізії, 2 піхотні бригади, 13 окремих піхотних батальйонів і 6 гірських батарей. Їх загальна чисельність становила 27 тис. чоловік. Бойової техніки на цій ділянці було дуже мало — всього 20 танків, 36 бойових літаків, 220 гармат.

## Італо-грецька війна 1940

### Вторгнення
28 жовтня 1940 року війська Італії почали вторгнення на територію Греції. У перші дні їм протистояли лише слабкі заслони у вигляді прикордонних частин. Проте грецькі війська прикриття, посилені п'ятьма піхотними і однієї кавалерійської дивізії, вчинили рішучий опір. 1 листопада згідно з наказом головнокомандувача грецькою армією А. Папагоса було завдано контрудар з відкритого лівого флангу противника. За наступні два дні боїв італійські війська в районі Корчі були витіснені назад на албанську територію. У Епірі, в долинах річок Вьоса, Каламас, опір вторгненню посилився настільки, що вже 6 листопада Чіано був змушений зробити запис у своєму щоденнику:
«Той факт, що на восьмий день операції ініціатива перейшла до греків, є реальністю».
6 листопада генеральний штаб Італії в рамках термінового поповнення та реорганізації військ в Албанії видав наказ про формування нової групи армій «Албанія» у складі 9-ї і 11-ї армій на чолі із заступником начальника генерального штабу У. Содді. 7 листопада італійські війська припинили ведення активних дій, і була почата підготовка до нового наступу. На італо-грецькому фронті настав тимчасовий період затишшя.
З нападом Італії Велика Британія була вимушена виконати свої зобов'язання, обумовлені гарантіями, даними Греції у квітні 1939. Попри те, що створення плацдарму на Балканах було одним з пріоритетних завдань британських правлячих кіл, прохання грецького уряду надіслати військово-морські і військово-повітряні частини для захисту острова Корфу і Афін було спочатку відхилено, оскільки на думку британського командування їхні війська були потрібніші на Близькому Сході, ніж у Греції. Однак до Греції все ж були направлені 4 ескадрильї літаків, а 1 листопада британські частини висадилися на острові Крит, що мав важливе стратегічне значення на Середземному морі.

### Грецький контрнаступ
14 листопада 1940 грецькі війська почали контрнаступ в Західній Македонії, в якому незабаром взяли участь війська всього фронту. 21 листопада генерал Содді віддав італійським військам наказ почати загальний відхід. Положення окремих з'єднань було настільки важким, що командувач італійською групою армій запросив у уряду «посередництва» Німеччини. Проте італійські правлячі кола все ще прагнули зберегти самостійність у діях на Балканах. На переговорах з Гітлером і Ріббентропом 20 листопада в Зальцбурзі італійський міністр закордонних справ Чіано вказав на небажаність німецького військового втручання в конфлікт. Про це ж йшлося і в листі Муссоліні Гітлеру від 22 листопада. Разом з тим італійський уряд з готовністю брав від Німеччини матеріальну допомогу.
Відхиливши пряме втручання німців в італо-грецьку війну, Муссоліні зробив спробу врятувати престиж своєї армії в Албанії. Він віддав наказ створити укріплену лінію оборони на рубежі Рпоні, Лібражді, на північ від Шкумбі до Пекіні і по річці Шкумбіні до моря і за всяку ціну перешкодити прориву її противником.

Але ні інженерне укріплення позицій, ні збільшення кількості військ на албанському фронті не могли поліпшити положення італійських армій. Генерал У. Кавальєро, призначений на початку грудня начальником генерального штабу замість маршала П. Бадольо, незабаром змушений був зробити висновок:
«…війська деморалізовані і втомилися. З 28 жовтня вони безперервно беруть участь в боях і за цей час змушені були відійти приблизно на 60 км. Не вистачає обмундирування, особливо взуття. Моральний дух військ низький».

### Друга спроба вторгнення
Але Муссоліні потрібна була тільки перемога. Він зажадав від Кавальєрі терміново підготувати наступ на італо-грецькому фронті. Дуче хотів випередити нацистську Німеччину, яка всупереч його бажанню, готувала вторгнення німецьких військ до Греції.
"…Фюрер має намір у березні завдати удару по Греції великими силами з території Болгарії, — писав Муссоліні своєму начальнику штабу. — «Сподіваюся, що ваші старання зроблять зайвою пряму допомогу нам з боку Німеччини на албанському фронті».
Наступ, намічений італійським генеральним штабом на середину січня 1941 року, почався, але не отримав розвитку: сил було ще недостатньо. Грецькі війська продовжували атакувати противника по всьому фронту. Тільки до початку березня, коли італійські війська досягли деякої переваги в силах (вони нараховували 26 дивізій проти 15 грецьких) командування змогло приступити до підготовки «генерального» наступу. Головний удар наносився на клісурі силами 12 дивізій. Наступ почався 9 березня, але кровопролитні бої, що тривали кілька днів, не принесли успіху армії агресора. 16 березня наступ припинився.

## Політична ситуація в 1940—1941рр

### Дії союзників
Як тільки почалася італо-грецька війна, Англія зробила спроби залучити Грецію, Туреччину і Югославію до вступу в Антигітлерівську коаліцію. Однак реалізація цього задуму наштовхувалася на великі труднощі. Туреччина відмовлялася не тільки від вступу до антигітлерівський блок, але і від виконання зобов'язань за англо-франко-турецькомим договором від 19 жовтня 1939 року. Проходили в Анкарі 13—25 січня 1941 року англо-турецькі штабні переговори виявилися марною спробою Англії залучити Туреччину до надання реальної допомоги Греції. Правлячі кола Югославії, хоча й утримувалися від приєднання до троїстого пакту, активно виступати проти нього не збиралися.
Англія розраховувала і на те, що їй вдасться закріпитися на Балканах, використовуючи зіткнення радянських і німецьких інтересів у цьому районі. Англійський уряд будував плани на те, що це зіткнення зможе перерости у збройний конфлікт між СРСР і Третім Рейхом і тим самим відвернути увагу гітлерівського керівництва від Балканського півострова.
Політика Англії на Балканах зустрічала все зростаючу підтримку з боку США. У другій половині січня на Балкани зі спеціальною місією виїхав особистий представник Рузвельта, один з керівників американської розвідки полковник В. Донован. Він відвідав Афіни, Стамбул, Софію і Белград, закликаючи уряди балканських держав проводити політику, вигідну Сполученим Штатам та Англії. У лютому та березні американська дипломатія не послаблювала тиску на балканські країни, особливо на Туреччину і Югославію, прагнучи домогтися своєї головної мети — не допустити зміцнення позицій Німеччини і її союзників. Урядам балканських держав прямували ноти, меморандуми, особисті послання президента і т. д. Всі ці дії координувалися з англійським урядом.
У лютому 1941 року міністр закордонних справ Англії Е. Іден і начальник імперського генерального штабу Д. Ділл виїхали зі спеціальною місією на Близький Схід і в Грецію. Після консультацій з англійським командуванням в районі Східного Середземномор'я вони прибули до Афін, де 22 лютого домовилися з урядом Греції про майбутню висадку тут британського експедиційного корпусу. Ця угода відповідала планам британського комітету оборони, за оцінкою якого Балкани набували в той час вирішальне значення. Проте спроби англійської дипломатії залучити на свій бік Югославію успіху все ж не мали.

### Дії країн Осі
Італійська агресія проти Греції, а потім її невдалий для Італії результат створили на Балканах нову ситуацію. Вона послужила Німеччини приводом для активізації своєї політики в цьому районі. Крім того, Гітлер поспішив скористатися цією ситуацією, щоб під виглядом допомоги потерпілому союзнику швидше закріпитися на балканському плацдармі.
12 листопада 1940 року Гітлер підписав директиву № 18 про підготовку «у разі необхідності» операції проти Північної Греції з території Болгарії. Згідно з директивою, передбачалося створення на Балканах (зокрема, в Румунії) угруповання німецьких військ у складі не менше 10 дивізій. Задум операції уточнювався протягом листопада і грудня, пов'язувався з варіантом «Барбаросса» і до кінця року був викладений у плані під кодовою назвою «Маріта» (лат. marita — дружина). Згідно з директивою № 20 від 13 грудня 1940 різко, до 24 дивізій, збільшувалися сили, що залучалися для проведення цієї операції. Директива ставила завдання окупувати Грецію і вимагала своєчасного вивільнення цих сил для виконання «нових планів», тобто участі в нападі на СРСР.
Таким чином, плани завоювання Греції були розроблені Німеччиною ще в кінці 1940 року, проте з їх здійсненням Німеччина не поспішала.

## Окупація Греція країнами Осі

### Вторгнення
Ситуація змінилася, коли в березні 1941 в Югославії відбувся державний переворот, в результаті якого було повалено пронімецький уряд Драгіші Цветковича. Це змусило німців активізуватися, прискоривши реалізацію своїх планів на Балканах, перейшовши від політичного тиску до відкритої агресії.
Тож порятунок італійського союзника 6 квітня 1941 р. прийшов німецький вермахт, який після окупації Югославії приступив до виконання «плану Маріта». Грецьким збройним силам довелося протистояти відбірним підрозділам німецьких військ, які несподівано перетнули югославсько-грецький кордон. У нападі на Грецію брала участь також Болгарія, яка вела наступ у напрямку Тракії та Егейської Македонії. Водночас італійські війська також перейшли в контрнаступ на північному заході країни. 18 квітня наклав на себе руки прем'єр-міністр Александрос Коризис. Генерал Цолакоглу 20 квітня 1941 р. підписав з німецьким командуванням акт про капітуляцію грецької армії, а 30 квітня в Афінах оголосив про створення уряду «національної необхідності» — фактично маріонеткового виконавця функцій верховного адміністратора окупантів.
Запеклий опір, який чинили грецькі збройні сили разом з британським 58-тисячним експедиційним корпусом, лише на деякий час затримав просування військ Німеччини, Болгарії та Італії у глиб країни. Решта грецької армії, уряд та король Георгіос II переправились на Крит. Однак уже 20 травня німецький вермахт розпочав десантну операцію на острів. Невдовзі грецько-британські війська разом з керівництвом країни були евакуйовані до Єгипту, а 2 червня 1941 р. окупація Греції завершилася, і країну було поділено на зони окупації між Німеччиною, Італією та Болгарією. Загарбники на окупованій території створили маріонеткову державу «Грецька Політія» і спирались на адміністрацію на чолі з генералом Цолакоглу. З числа прихильників «нового порядку» формувалися підрозділи поліції, служби безпеки та «батальйони безпеки».